# Trigonomelia
Trigonomelia là một chi bướm đêm thuộc họ Geometridae.